# Anton-Philipp-Reclam-Schule
Die Anton-Philipp-Reclam-Schule ist ein Gymnasium im Stadtbezirk Mitte der Stadt Leipzig. Die Anton-Philipp-Reclam-Schule ist ein allgemeinbildendes Gymnasium, das in einem achtjährigen Bildungsgang nach erfolgreichem Besuch der gymnasialen Oberstufe und dem Ablegen des sächsischen Zentralabiturs zur allgemeinen Hochschulreife führt.
Als eines von zwei Gymnasien in Sachsen bietet das „Reclam“ seit 1993 eine vertiefte sprachliche (bilinguale) Ausbildung in Französisch an. Daneben führt die Schule ein reguläres sprachliches und ein naturwissenschaftliches Profil. Gemeinsam ist allen Bildungsgängen die vorgezogene zweite Fremdsprache Französisch; ab der Klasse 5 lernt man am Reclam die beiden Sprachen Englisch und Französisch parallel. Im bilingualen und im regulären sprachlichen Profil belegen die Schüler ab der Klasse 8 entweder Spanisch oder Italienisch als obligatorische dritte Fremdsprache. Ab der Jahrgangsstufe 9 wird für alle Schüler eine Arbeitsgemeinschaft Latein angeboten, die, sofern bis zur Oberstufe besucht, auf die Prüfung zum Erwerb des Latinums vorbereitet.
Das Leistungskursangebot in der Oberstufe umfasst Mathematik, Deutsch, Französisch, Englisch, Geschichte, Biologie und Physik. Durch Kooperationsvereinbarungen mit anderen Leipziger Gymnasien (Kant-Gymnasium, Ostwald-Gymnasium) ist es auch möglich, einen Leistungskurs in Chemie, Musik oder Kunst zu belegen (jahrgangsweise alternierend am Reclam und an der Partnerschule). Momentan werden an der Schule ca. 1030 Schüler von 110 Lehrern unterrichtet.

## Bilinguale Ausbildung
Seit 1993 bietet das Reclam-Gymnasium als eine von zwei sächsischen Schulen eine zweisprachige (bilinguale) deutsch-französische Ausbildung an. Diese erstreckt sich über acht Jahre. Voraussetzung für die Aufnahme in den bilingualen Zweig ist neben der Bildungsempfehlung für das Gymnasium das Bestehen einer schriftlichen und mündlichen Aufnahmeprüfung, im Rahmen derer die allgemeine Sprachbeherrschung der Kandidaten überprüft wird.
Mit Beginn der Jahrgangsstufe 5 erlernen die Schülerinnen und Schüler des bilingualen Zweiges parallel zwei Fremdsprachen, Englisch und Französisch, wobei der Französischunterricht eine zusätzliche Intensivierung erfährt (fünf Wochenstunden). Ab der Klasse 7 wird das Fach Geografie in französischer Sprache unterrichtet. Dabei steht das Sachfach im Mittelpunkt und die Schüler dürfen sich stets auch in deutscher Sprache äußern. Sie werden jedoch ermutigt, sich zunehmend des Französischen zu bedienen. Die Unterrichtsmaterialien sind in der Zielsprache verfasst, die Arbeiten werden in der Zielsprache geschrieben.
Ab der Klasse 9 wird das Sachfach Geschichte auf Französisch unterrichtet.
In der gymnasiale Oberstufe belegen die „Bilis“ einen Französisch-Leistungskurs, der mit der zentralen schriftlichen Leistungskurs-Prüfung abschließt. Daneben kann ein fächerübergreifender bilingualer Wahlgrundkurs histoire-géographie (Geschichte-Geografie) belegt werden, bei dem neben der neueren französischen Nationalgeschichte und der Analyse geopolitischer Fragestellungen vor allem die Chronologie der deutsch-französischen Beziehungen und deren Auswirkungen auf die Geschichte Europas im Mittelpunkt stehen. Seit 2004 können die "Bilis" als dritten, mündlich zu prüfenden Leistungskurs einen bilingualen Leistungskurs Geschichte belegen. Dieser verbindet einen normalen Grundkurs in deutscher Nationalgeschichte (3 Wochenstunden) mit dem oben erwähnten französischen Kurs histoire-géographie (2 Wochenstunden). Dieser wahrhaft bilinguale Leistungskurs Geschichte schließt mit einer mündlichen Abiturprüfung in französischer Sprache ab. Ferner werden die Schüler auf Französisch in französischer Literatur geprüft.
Bei erfolgreichem Abschluss der bilingualen Ausbildung erhielten die Schüler bis zum Schuljahr 2008/2009 das Zertifikat der vertieften sprachlichen Ausbildung, das die Spezifika des Bildungsganges dokumentierte. Seit dem Schuljahr 2009/2010 erwerben die Schüler nach erfolgreicher Bewältigung sämtlicher bilingualer Fächer und Prüfungen neben dem sächsischen Abitur auch das französische Baccalauréat.
Zu den Besonderheiten der bilingualen Ausbildung am Reclam-Gymnasium gehören:
- projektbasierte Austauschprogramme mit französischen Partnerschulen (Klassen 7, 9 und 11). Mit dem Collège Louise de Savoie und dem Lycée Vaugelas im französischen Chambéry besteht eine inzwischen langjährige Kooperation.
- eine französische Theatergruppe
- die enge Kooperation mit französischen Unternehmen der Region (Veolia Wasser GmbH, Novotel Leipzig) und mit dem Institut français in Leipzig (Praktikumsplätze, Bibliotheksnutzung)
- Studienfahrten nach Frankreich (Klassen 11 und 12), um historisch-geografische Untersuchungen durchzuführen
- die Möglichkeit, sich in Arbeitsgemeinschaften auf die Prüfungen zum Erwerb der in der gesamten frankophonen Welt anerkannten DELF/DALF-Diplome vorzubereiten
- sächsischer Vertreter des Projektes 20 plus, das die Fächer Französisch, Geschichte und Informatik miteinander verbindet. Hier stehen das bilinguale Arbeiten sowie das Erproben neuer Arbeits- und Unterrichtsformen im Vordergrund (mehrwöchiges, schülerzentriertes und selbständiges Arbeiten an größeren Projektthemen, Internetrecherche, Projektpräsentation unter Anwendung von Power Point etc.)
- die Teilnahme an der Nominierung des Jugendbuchpreises Prix des lycéens allemands. Dafür werden aktuelle Jugendbücher im französischen Original gelesen und diskutiert. Der Favorit wird dann auf Bundesebene verteidigt.

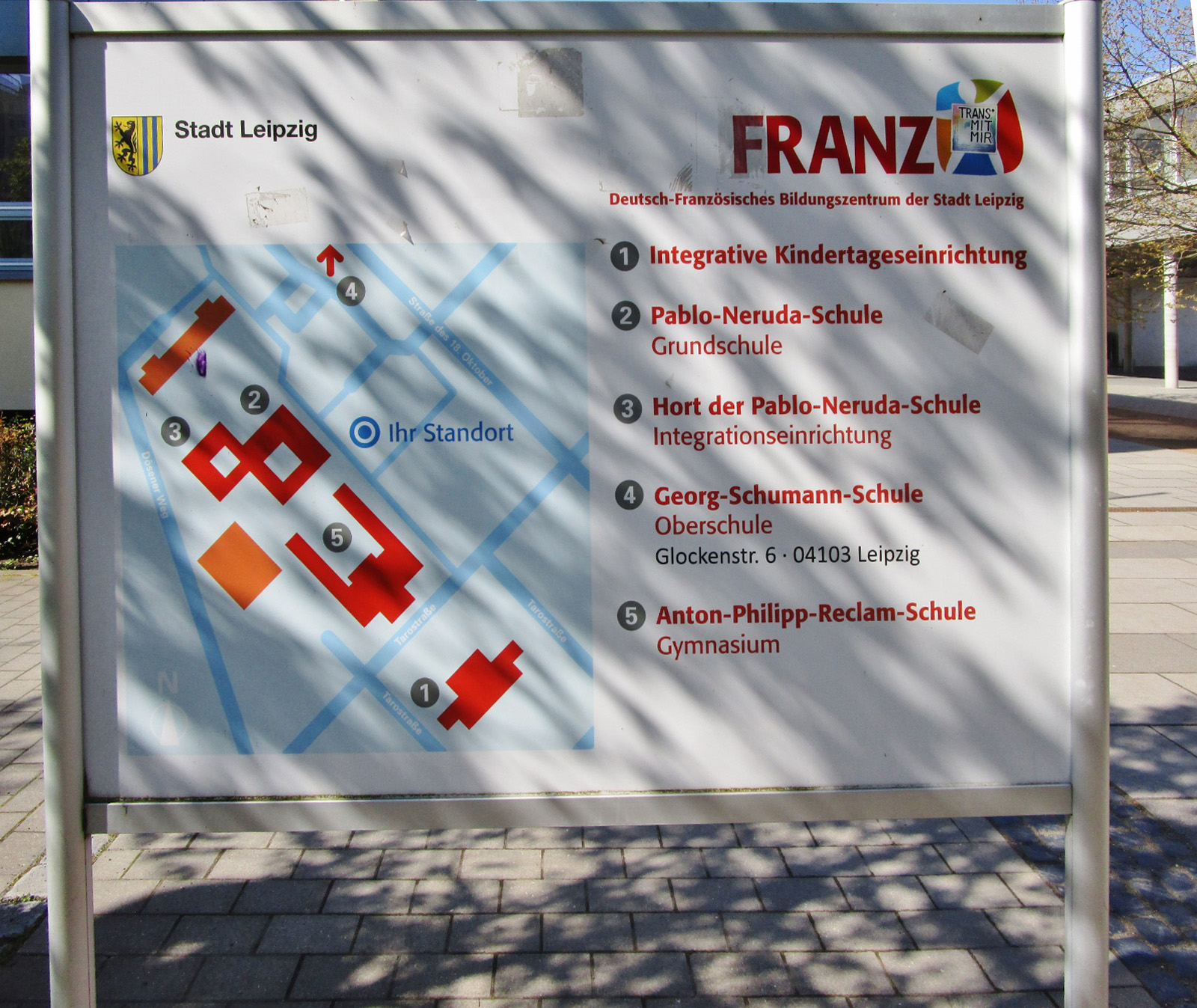
Reclam-Gymnasium als Teil des „Franz“-Campus

Zur Selbstverständlichkeit geworden ist inzwischen die zahlreiche und überaus erfolgreiche Teilnahme vor allem (aber nicht nur) der bilingualen Schüler am Einzel- und Gruppenwettbewerb des Bundeswettbewerbes Fremdsprachen.
Seit 2011 gehört die Anton-Philipp-Reclam-Schule dem Deutsch-Französischen Bildungszentrum Leipzig („Franz“-Campus) an.

## Internationale Kooperation
Zum Selbstverständnis des Reclam-Gymnasiums gehört seit jeher die große Vielfalt und Zahl seiner internationalen Verbindungen. Die Schule unterhält momentan elf Auslandskontakte zu Partnerschulen in sechs Ländern (Frankreich, Italien, USA, Slowakei, Israel, Schweiz). Im Mittelpunkt stehen dabei bi- und trinationale Projektaustausche, die das Kennenlernen anderer Kulturen und das Vertiefen der erworbenen Sprachkenntnisse mit fachlichem Arbeiten in multinationalen Schülerteams verbinden. Ein Beispiel hierfür ist das seit 1994 bestehende Sokrates-Projekt, in dessen Rahmen Reclam-Schüler des naturwissenschaftlichen(!) Zweiges mit ihren niederländischen und italienischen Partnern naturwissenschaftliche Fragestellungen bearbeiten und ökologische Untersuchungen durchführen (Arbeitssprache Englisch). Jeder Reclamianer hat daher die Möglichkeit, schon zu Schulzeiten seine Sprachkenntnisse anzuwenden und Auslandserfahrungen zu sammeln, die weit über touristisches Sightseeing hinausgehen.

## Bildungsprofil
Die Arbeit am Reclam-Gymnasium ist geprägt von dem leistungsorientierten Streben nach einer umfassenden, ganzheitlichen Allgemeinbildung in einer kollegialen Atmosphäre der gegenseitigen Unterstützung, der wechselseitigen Motivation und des außerunterrichtlichen Engagements. Hierzu zählen:
- ein stabiles Angebot von ca. 30 Arbeitsgemeinschaften (u. a. Aerobic, Badminton, Basketball, Fußball, Tischtennis, Chor, Theater, Keyboard, Keramik, Kalligraphie, Malerei, Physik der Luftfahrt, Robotik, Chemie, Biologie, Bioethik, Informatik, Latein, Schach, Kochen und Backen, Meditation)
- die Vorbereitung auf den Erwerb internationaler Sprachdiplome (DELF, Cambridge FCE)
- die Teilnahme an Wettbewerben (Bundeswettbewerb Fremdsprachen, Jugend forscht, Mathematik- und Physikolympiaden, Jugend trainiert für Olympia) und der Politik-Simulation MEP auf nationaler und internationaler Ebene
- die Ausrichtung einer Lesenacht, eines Tages der Fremdsprachen, einer Projektwoche, eines Literaturabends und eines Schulfestes.

Am Reclam-Gymnasium besteht ein System differenzierter individueller Förderung für leistungsschwächere und leistungsstarke Schüler gleichermaßen. Dazu gehören u. a.:
- spezielle Förderstunden v. a. in den Fächern Deutsch und Mathematik
- die vertiefte Behandlung von Fachthemen in Arbeitsgemeinschaften
- die Betreuung von Wettbewerbsarbeiten und von besonderen Lernleistungen (BELL)
- die Vorbereitung auf Wettbewerbsteilnahmen und externe Sprachprüfungen (DELF; Cambridge First Certificate in English)
- das Vorschlagen für die Aufnahme in Begabtenstiftungen.

Die Wettbewerbserfolge und die seit Jahren überdurchschnittlichen Leistungen der „Reclamianer“ in den sächsischen Abiturprüfungen bestätigen das Konzept der Schule.

## Schulgeschichte
Am 5. Mai 1834 wurde im Gebäude der Moritzbastei die erste Realschule Sachsens mit 25 Schülern gegründet. Schon bald wuchs das Interesse des Leipziger Bürgertums an einer modernen Ausbildung ihrer Söhne, so dass die Schule am 11. Oktober 1873 ein Haus in der Sidonienstraße (heute Paul-Gruner-Straße) beziehen musste. Im Jahre 1884 wurde sie auf der Grundlage neuer gesetzlicher Bestimmungen in ein neunjähriges Gymnasium umgewandelt. Unter den 4872 Schülern, die bis dahin die Schule besucht hatten, waren auch die Bürgermeister Carl Bruno Tröndlin und Erich Zeigner sowie der Maler Max Klinger. Schon bald wurde ein weiterer Umzug in ein Gebäude zwischen dem Floßplatz und der heutigen Karl-Liebknecht-Straße notwendig. Da dieses Gebäude im Gebiet der St. Petri-Gemeinde lag, wurde der damaligen Oberrealschule 1907 durch den Rat der Stadt Leipzig der Name Petri-Schule verliehen. Im Zweiten Weltkrieg wurde das Schulgebäude teilweise zerstört.
Nach 1945 war es auch Mädchen erlaubt diese Schule zu besuchen, ab 1949 wurden nur noch die Klassenstufen 9–12 in naturwissenschaftlicher und sprachlicher Orientierung unterrichtet. 1959 erhielt die Schule den Namen „Georgi Dimitroff“ und profilierte sich ab 1965 als Erweiterte Oberschule mit neusprachlichem Unterricht u. a. auch in Spanisch und Italienisch. Sechs Jahre später zog man in die Tarostraße um. Das Anton-Philipp-Reclam-Gymnasium kann aber auch an Traditionen anknüpfen, die mit der Sportstadt Leipzig eng verbunden sind. Ein Teil der Schüler und Lehrer gehörte bis 1992 der 2. Kinder- und Jugendsportschule Brüderstraße an. Auch die Mitglieder des Gewandhauskinder- und Jugendchores Leipzig erhielten ihre Ausbildung in der Brüderstraße.
Nach dem Ende der DDR stand neben inhaltlichen und methodischen Fragen natürlich auch der Name der Schule zur Diskussion. Nach vielen Gesprächen und Auseinandersetzungen wurde in einer Wahl der Name Anton Philipp Reclam favorisiert, der Anfang 1992 offiziell verliehen wurde. Mit der Wiedereinrichtung von Gymnasien im Freistaat Sachsen im Jahre 1992 vereinigte man die 2. Kinder- und Jugendsportschule Leipzig und die Anton-Philipp-Reclam-Schule unter dem Namen der letztgenannten. Um den Schulbetrieb abzusichern wurde das benachbarte Schulgebäude integriert. Im Jahre 1993 erhielt das Anton-Philipp-Reclam-Gymnasium mit der Einrichtung des bilingualen Zweiges Französisch den Status eines so genannten „§4-Gymnasiums“ (Gymnasium mit vertiefter Ausbildung gemäß §4 der Schulordnung für Gymnasien des Freistaates Sachsen), eines von vier solchen Gymnasien in Leipzig.
Beide Schulgebäude umfassen insgesamt 46 Klassenräume und alle notwendigen Fachunterrichtsräume. Eines der Gebäude wurde 2004 komplett saniert. Die Schule ist nunmehr behindertengerecht mit Fahrstühlen eingerichtet und verfügt über Internetzugang in allen Schulgebäuden, drei Informatikkabinette mit je 16 Arbeitsplätzen, zwei hochmoderne Chemielabors, über Fachräume für Physik, Biologie und Musik, über ein Centre de documentation et d’information (CDI) nach französischem Vorbild sowie über ein multimediales Tonstudio zur Produktion von Audio-Beiträgen für Wettbewerbe, das Schülerradio und den Sprachenunterricht. Der Buchbestand der Schulbibliothek, die auch als Arbeitsraum dient, wird ständig aktualisiert und erweitert. Hier stehen momentan über 10.000 Bücher zur Benutzung und Ausleihe bereit, darunter fast alle (zweisprachigen) Klassiker der „Reclam-Reihe“ und eine große Zahl fremdsprachiger Werke.
Das Schulgelände ist großzügig mit Ruhezonen, einer Liege- und Sitzwiese und einem Basketballplatz angelegt. Turnhalle, Schwimmhalle und Sportplatz in unmittelbarer Nähe vervollständigen den Schulkomplex. Dieser liegt in einer ruhigen, kinderfreundlichen Gegend in unmittelbarer Nachbarschaft des Bürgerzentrums „Messemagistrale“ und des deutsch-französischen Kindergartens.
Im Herbst 2022 wurde das Reclam-Gymnasium als erste ostdeutsche Schule in das in Nordrhein-Westfalen aufgebaute, inzwischen aber länderübergreifende Netzwerk „Schule der Vielfalt“ aufgenommen.

## Bekannte Schüler (Auswahl)
- Max Klinger (1857–1920), Maler
- Arthur Krause (1882–1972), Pädagoge, Astronom und Globenmacher
- Hans Rudolphi (1885–1955), Geograph
- Erich Zeigner (1886–1949), Jurist, Oberbürgermeister von Leipzig
- Gustav Batereau (1908–1974), Bauingenieur
- Kurt Dehnicke (1931–2011), Chemiker
- Klaus Renft (1942–2006), Musiker

## Bekannte Lehrer
- Flinzer, Fedor Alexis (Künstler, 1832–1911)
- Giesel, Karl Franz (Mathematiker, 1826–1892)
- Lyon, Otto (Germanist, 1853–1912)
- Oertel, Georg (konservativer Reichstagsabgeordneter 1856–1916)
- Siebeck, Frank (Leichtathlet, *1949)

## Varia
- Ende Juni 2019 nutzt die Anton-Philipp-Reclam-Schule Leipzig die Anfang Mai 2019 wiedereröffnete Philippuskirche Leipzig als Ort der feierlichen Übergabe der Abiturzeugnisse.